# Скопцы
Скопцы́ (самоназвания «агнцы Божьи» или «белые голуби») — последователи мистической секты «духовных христиан», возводящей операцию оскопления в степень богоугодного дела.

## История
По мировоззрению скопцы близки к хлыстам (христоверам), в части обрядности — к старообрядцам. Как секта в религиоведческом понимании оформились в XVIII веке, основателем считается беглый крепостной Кондратий Селиванов, покинувший секту хлыстов «богородицы» Акулины Ивановны, разочаровавшись в своих прежних религиозных убеждениях. Согласно исследованиям Фёдора Глинки, секта скопцов существовала с «незапамятных времён», а в России особенно распространилась во времена Петра I.
Скопцы считали, что единственным путём спасения души является борьба с плотью путём оскопления. В Российской империи секту скопцов преследовали, её членов ссылали в Сибирь. Первый суд над сектой состоялся в 1772 году, когда судили целую общину в количестве 246 человек. Несмотря на это, секта была довольно многочисленна: во второй половине XIX века скопцов насчитывалось около 6 тысяч, главным образом в Тамбовской, Курской, Орловской губерниях, в Сибири, где богатые скопческие общины покупали земли у местного населения.
В Российской империи власти считали скопцов одной из самых вредных сект, практикуя зачисление скопцов в рекруты с отправкой на службу на Кавказ, в Сибирь и отдалённые губернии с целью избежать уклонения от службы с помощью членовредительства. При Николае I наказанием за самооскопление стала вечная ссылка в Сибирь с лишением всех прав состояния, а годных по возрасту и здоровью направляли пожизненно служить в самые отдалённые части.
В СССР секта скопцов была запрещена. В 1929 году состоялся громкий судебный процесс над сектой. Скопцы пытались обратиться за поддержкой к В. Д. Бонч-Бруевичу, в качестве эксперта выступавшему в их пользу на процессе 1912 года, однако на этот раз получили отказ: «…в 20-м веке пора бы прекращать пропаганду всевозможного членовредительства из так называемых религиозных побуждений». К 1930 году относятся последние достоверные упоминания о существовании секты. При этом во втором издании Большой советской энциклопедии отмечалось, что в 1947 году секта ещё действовала в СССР. Крупная община до середины 1950-х годов существовала в Якутии, в первую очередь сконцентрировавшись в районе тогдашнего пригорода Якутска Марха.
В 1971 году А. И. Клибанов обнаружил отдельных последователей в Тамбове и действующую общину скопцов в Ростове-на-Дону. Её составляли старики, преимущественно родившиеся до революции, однако скопцы не оставляли попыток вовлечения в «корабль» молодёжи и людей среднего возраста. Вовлечение «новаков» проводилось путём обещания материального вознаграждения или наследства, по определённой схеме:
- Изучение родственных и общественных связей, особенностей характера, материального положения потенциального кандидата.
- Завязывание знакомства с вербовщиком.
- В течение 2-3 лет поддержание отношений исключительно на нерелигиозной почве, окружение вербуемого вниманием и благодеяниями.
- Посещение намеченного к вербовке лица на дому разными членами культа под разными предлогами для дальнейшего изучения ритма жизни, быта и поведения, знакомств и связей.
- Собеседование с предложением вступить в «корабль» и принять «печати».
- Утверждение кандидата местным лидером секты.

По информации, полученной учёными от местных антирелигиозных активистов, по крайней мере в трёх крупных городах Северного Кавказа в 1970-х годах существовали скопческие общины, продолжалась практика оскоплений.
Деятельность культа велась с соблюдением строгой конспирации. Клибанов приводит подробное описание ритуала посвящения «новаков», включающего клятву «кроме братьев и сестёр, ни с кем о вере не говорить. Ни отцу с матерью, ни родству, ни приятелю, ни явной власти, пусть муки-напасти, не объявлять сию великую тайну». Причём за нарушения обетов лидеры секты открыто угрожали последователям расправой.
В 1990-е появлялись неподтверждённые сведения об остатках небольших сообществ в Латвии и в России (Москва, Ставрополь и Ставропольский край, Орёл и Орловская область).

## В политике
По утверждению Идриса Шаха, до 1902 года в скопцы принимались только русские. Скопцы провозгласили Наполеона антихристом. Среди лидеров ленинградских скопцов 1920-х годов были популярны «Протоколы сионских мудрецов». На судебном процессе, проходившем в Ленинграде в 1930 году, скопцы изобличались как монархическая, контрреволюционная, антисоветская секта.

## Структура и организация
Как отдельное общество скопцы представляли собой довольно стройное целое, организацию или корпорацию, обладавшую значительными капиталами. Себя они именовали «белыми голубями» (в отличие от «серых голубей» — хлыстов). Этимология самоназвания проста: «убелиться» на жаргоне скопцов означает оскопиться. Свои общины скопцы, как и хлысты, называли «кораблями». Несмотря на декларируемое скопцами равенство всех «братьев» и «сестёр», «кормчий», стоящий во главе «корабля», обладал большой властью над прочими общинниками. Помогающая «кормщику» женщина, аналогично хлыстовской практике, именуется «богородицей».
Скопцы отличались сильнейшим прозелитизмом, что определялось необходимостью сохранения секты в условиях почти полного отсутствия рождаемости среди её членов. Существовало несколько основных способов вовлечения в секту новичков:
- Оскопление малолетних родственников;
- Экономическое закабаление;
- Выкуп крепостных крестьян при условии оскопления;
- Соблазнение деньгами;
- Пропаганда «чистоты», особенно эффективная среди юношества.

Писатель Александр Дюма-отец, во время своего путешествия по России в 1858-1859 годах пробывший три месяца на Кавказе и наблюдавший там скопцов, в своих путевых заметках отмечал, что у скопцов существовала и практика передачи принадлежности к секте по наследству — часть скопцов оскопляла себя только после вступления в брак и рождения одного ребёнка. По утверждению Идриса Шаха, скопцы заводили двоих детей.
Обстоятельством, затрудняющим окончательное вступление в секту, являлось её учение о необходимости оскопления, но и его скопцы подкрепляли аргументами, против которых было трудно устоять. Во-первых, тексты из Библии, имеющие смысл, выгодный скопцам: кроме Святого Писания, скопцы и в иных книгах духовно-нравственного содержания, наиболее распространённых и уважаемых в народе, отыскивали выражения и целые фразы, говорящие об оскоплении. Во-вторых, физическому страданию от операции оскопления и преследованию со стороны правительства скопцы старались придать строго религиозный характер. Наконец, иногда делалось снисхождение, позволяющее отлагать принятие оскопления на неопределённое время или, по крайней мере, не обязывающее к нему сразу же по вступлении в секту.

## Религиозные взгляды

### Трактовка христианства
Основой учения скопцов явилась строка из Евангелия от Матфея 19 глава, стих 12:

Есть скопцы, которые из чрева матернего родились так; и есть скопцы, которые оскоплены от людей; и есть скопцы, которые сделали сами себя скопцами для Царства Небесного. Кто может вместить, да вместит.
— Мф. 19:12
Также скопцы находили указание на возможность оскопления в других цитатах из Священного Писания и Священного Предания:
- Указание Христа на то, что лучше отсекать члены, которые соблазняют человека, чем поддаться соблазну (Мф. 5:29—30, Мк. 9:43—47);
- Указания апостола Павла на то, что «те, которые Христовы, распяли плоть со страстями и похотями» (Гал. 5:24) и что он сам носит на своём теле «язвы Господа» (Гал. 6:17);
- Похвала Господа евнухам у пророка Исайи (Ис. 56:4—5);
- Похвала евнухам в книге Премудрости Соломона (Прем. 3:14);
- Св. Иустин Философ в «Первой апологии» безо всякого осуждения сообщает о христианском юноше, который, обходя запрет на самооскопление, содержащийся в 24-м апостольском правиле, попросил врачей-язычников его оскопить, но они ему отказали;
- Св. Амвросий Медиоланский в письме к императору Валентиниану II относит благословение пророка Исайи к тем скопцам, «которые оскопили себя, отсекши детородныя части»;
- Св. Иоанн Кассиан Римлянин в своём труде «Писания к десяти посланным к епископу Леонтию и Елладию собеседованиям отцов, пребывавших в скитской пустыне» сообщает о том, как по молитве монаха ангел вырвал из его чресл кусок плоти, после чего монах избавился от плотской страсти;
- Св. Григорий Двоеслов в «Диалогах» сообщает о монахе, который для того, чтобы победить плотскую страсть, «бросился нагой на сосновые иглы и крапиву, долго лежал в них и, только уже когда изранил всё тело, встал»;
- Жития святых, в которых было указано, что целый ряд святых (Феодосий Антиохийский, Агавва Исмаильтянин, Еварест Студит, Феодосий Печерский, Марк Печерский, Вассиан Тиксненский и другие) носили на чреслах вериги, что с медицинской точки зрения было равнозначно медленному оскоплению;
- Блаженный Феофилакт Болгарский в трактате «В защиту евнухов» пишет, что оскопление не является преступлением[21].

Скопцы строго соблюдали воздержание от мясной пищи, вовсе не употребляли алкоголь, не курили, избегали родин, крестин и свадеб, не участвовали в увеселениях, не пели светских песен, вовсе не ругались. В отличие от членов старообрядческих общин, скопцы охотно посещали православную церковь и даже проявляли в вопросах религиозной обрядности большое усердие. При этом они открыто осмеивали православные обряды и таинства; храм называли «конюшней», священников — «жеребцами», богослужения — «ржанием жеребцов», брак — «случкой», женатых людей — «жеребцами» и «кобылами», детей — «щенятами», а их мать — «сучкой, от которой воняет и в одном месте с ней сидеть нельзя». Деторождение называли причиной обнищания и разорения.
Вот мы не женимся и замуж не выходим, оттого и богаты. Делайте то же, что и мы, перестаньте верить вашим жеребцам тогда жить будет легче, будете богаты, будете святы.
Скопческая песня Селиванова своим «детушкам»:
О возлюбленные детушки! Теперь вам всю правду открою, что я искупитель, родимый батюшка, впредь устрою, кого за какую жизнь и службу удостою. Кому царство растворю, а кого раем подарю, а кого за веру поблагодарю!
Скопцы веруют, что когда их число достигнет 144 тысячи, наступит «Страшный суд», за которым будет торжество последователей скопчества. «Последний завет» Селиванова:
Дожидайте, что скоро растворится неволя; ждите с часу на час, как бы милосердный батюшка, живой спас, не открылся бы вдруг у вас.

### Мифология
Скопцы имели собственный взгляд на Евангелие (считали, что кастрацию прошли все апостолы) и создали собственную мифологию, связанную с их взаимоотношениями с русскими царями. Так, согласно вымыслу скопцов, Павел I был убит именно за отказ принять скопчество, а царём стал согласившийся оскопиться Александр I. Существует скопческая песня, излагающая вымышленную беседу Павла и Кондратия Селиванова, после которой участь царя была решена:
Наш батюшка искупитель

Кротким гласом провестил:

«Я бы Павлушку простил:

Воротись ко мне ты Павел,

Я бы жизнь твою исправил».

А царь гордо отвечал,

Божества не замечал,

Не стал слушать и ушел.

Наш батюшка искупитель

Своим сердцем воздохнул,

Правой рученькой махнул:

«О земная клеветина,

Вечером твоя кончина!

Изберу себе слугу,

Царя бога на кругу.

А земную царску справу

Отдам кроткому царю:

Я всем троном и дворцами

Александра благословлю,

Будет верно управлять,

Властям воли не давать…»
Другая легенда, популярная у скопцов:
Как-то раз будят Александра I сенаторы и говорят ему хмуро: «Мы слышали, что вы, ваше величество, — скопец. Это никуда не годится, чтобы русский царь был скопец. Поедемте в Сенат, там снимете штаны, чтобы правду узнать». Делать нечего, поехал царь в Сенат и там снял штаны, и все увидели: да, действительно скопец. Сенаторы разозлились и хотели его там же удавить. Но в этот момент к Сенату подъезжает Константин, человек невероятной физической силы, тоже скопец, и говорит гвардейцу: отвори ворота. Тот: не велено пускать. Константин вырывает у него шашку и одним движением отрубает ему голову. Вбегает и рубит всех, кто под руку подвернулся, в том числе и злодеев-сенаторов. А спасённому Александру говорит: «эх ты, курицы испугался».

## Обряды

### Оскопление
О. А. Шлезингер в статье в Энциклопедическом словаре Брокгауза и Ефрона отмечалось:

В первое время существования в России скопчества операция оскопления у скопцов состояла в отнятии (ампутации) одних только яичек («удесных близнят») с частью мошонки посредством отжигания раскалённым железом с целью дезинфекции. Отсюда мистическое название: «огненное крещение». Впоследствии скопцы для операции оскопления стали употреблять разного рода острые режущие орудия, а раскалённое железо — лишь для остановки кровотечения. При этом предварительно мошонка стягивалась выше захваченных яичек ниткой, тесьмой или верёвкой. Рана покрывалась тряпкой, смоченной в холодной воде или смазанной деревянным маслом, спуском и другими мазями или свежим салом; иногда для остановки кровотечения рана посыпалась порошками квасцов, медного купороса и др. Рана затягивалась недели через четыре — рубцом, большею частью подковообразной формы, шедшим поперёк остаточной части мошонки. Этот род оскопления, практиковавшийся в начале XX века, назывался «малая печать», «первая печать», «первое убеление», «сесть на пегого коня», «первая чистота».
— 
В Курской губернии, где скопчество было распространено весьма широко, неоднократно имели место случаи, когда принятие «первой печати» осуществлялось самостоятельно. Наиболее ярким примером можно считать случай самооскопления арестанта Курского тюремного замка, который «отрезал себе ядра бритвой по научению» другого арестанта, обвинявшегося в принадлежности к секте скопцов.
Однако такая операция, не лишая скопцов вожделения и даже возможности полового соития, некоторым казалась недостаточною, и они решались на отнятие детородного члена, называвшееся «второю», или «царскою», «печатью», «второю чистотою», «вторым убелением», «сесть на белого коня». Она осуществлялась или вместе с отнятием яичек, или впоследствии (но не ранее чем через несколько месяцев после «первой печати», иначе высока вероятность летального исхода), при этом в отверстие мочеиспускательного канала устанавливались оловянная или свинцовая шпенька или простой гвоздь, чтобы не допустить зарощения уретры. Рана затягивалась при операции в один приём одним рубцом, во втором же случае — двумя рубцами, которые оставались у оскоплённого на всю жизнь.
Существовали также «третья печать» — удаление сосков, а в ряде случаев и «четвёртая» — вырезание на боку у скопца треугольника (мотивация обряда неясна, но можно было бы предположить, зная более точно, в каком именно месте делали вырез, что это знак прободённого копьём ребра Иисуса Христа, распятого на кресте (треугольная форма соответствует форме наконечника копья)).
К особым способам оскопления относится искусственная гипоспадия (путём искусственной перевязки полового члена), применявшаяся к мальчикам. В Тамбовской губернии существовал особый род скопцов — перевёртыши, — которые не лишают себя никаких частей тела, но, вероятно, ещё c детства перекручивают себе семенные канатики. В секте проколышей, основанной Куткиным, употреблялось оскопление посредством прорезывания или прокалывания семенных канатиков.
Зачастую «убелению» подвергались и женщины, входящие в скопческую общину. Существовали «печати» и для женщин: им удаляли половые губы, а в ряде случаев — ещё и клитор и груди. Однако в этом случае женщины не теряли способности к деторождению: советский исследователь скопчества этнограф Н. Н. Волков свидетельствует о примерах, когда покинувшие общину женщины даже выходили замуж и имели детей.

### Радения
В дни накануне (ночью) некоторых больших праздников православной церкви скопцы устраивали собрания единоверцев в особых помещениях. На этих собраниях происходили особые богомоления скопцов — «радения», на которых они пели православные песнопения и скопческие «распевцы» или «стихи», принимали новых членов секты, ходили разными способами, надевая при этом особые белые одежды, длинные рубахи. У скопцов были и свои особенные праздники, посвящённые каким-либо воспоминаниям из жизни основателя скопчества Селиванова; например, 15 сентября — день наказания Селиванова. В такие дни они также устраивали радения.
Существовало четыре способа радений:
- «корабликом»: радеющие становились в круг один позади другого и ходили гуськом друг за другом, сильно припрыгивая;
- «стеночкой»: радеющие становились в круг плечом к плечу и ходили «посолонь» (то есть по солнцу, слева направо), припрыгивая;
- «крестиком»: 4-8 человек становились по одному или по два в каждый угол и затем быстрым шагом, опять-таки припрыгивая, крестообразно менялись местами;
- в «одиночку»: несколько человек выходили на середину и под такт скороговорчатых «распевцев» начинали кружиться на одном месте, всё быстрее и быстрее, так что рубахи их надувались и шумели как паруса.

Эти пляски, которым скопцы предавались до одурения, истощали их силы, что, по мнению скопцов, ослабляло «злую лепость»; а с другой стороны, действовали на радеющих как бы наркотически, доставляя им особого рода наслаждение и радость.

## В искусстве
Упоминание скопцов или скопчества имеется в следующих произведениях искусства:
- Один из героев А. С. Пушкина в сказке о «Золотом петушке» — создатель петушка — звездочёт, является скопцом.
- Скопцы часто упоминаются у Ф. М. Достоевского.
- В романе М. Е. Салтыкова-Щедрина «Современная идиллия» скопцы упоминаются как «менялы» и «меняльная секта».
- Скопчество занимает большое место в творчестве новокрестьянского поэта Н. А. Клюева, который, по всей вероятности, сам был в своё время связан с данной сектой.
- Свои впечатления от встреч со скопцами в России изложил Александр Дюма в книгах путевых очерков «Из Парижа в Астрахань» и «Кавказ».
- Д. С. Мережковский, роман «Александр I».
- В книге Романа Доброго (Романа Лукича Антропова) «Гений русского сыска И. Д. Путилин (Рассказы о его похождениях)», рассказ «Белые голуби и сизые горлицы» (начало XX века).
- Скопцам посвящён фильм «Белые голуби» (киностудия «Русь», 1918).
- Анна Радлова, «Богородицын корабль» и «Повесть о Татариновой».
- В стихотворении В. В. Маяковского «Надо бороться».
- В романе «Шатуны» Юрия Мамлеева главный герой встречается со скопцами и наблюдает их обряды.
- В романе «Мне ли не пожалеть…» Владимира Шарова секта скопцов играет большую (хотя и фантастическую) роль.
- В романе «История моего современника» Владимира Короленко описываются его встречи в Сибири со скопцами, которых он называет «изуверной сектой».
- В романе «Крещённые кровью» Александра Чиненкова драматически описана секта скопцов и их влияние на судьбы бывших адептов.
- Скопцы упоминаются в романе Альфреда Бестера «Тигр! Тигр!» (в некоторых переводах — «секта Скоптски»). В книге фигурирует секта так называемых «новых скопцов», видящих корень зла в человеческих ощущениях. Члены секты подвергаются операции, лишающей их всех пяти чувств. Исключение составляют ухаживающие за остальными.
- Скопцы упоминаются на всём протяжении романа «Конец Вазир-Мухтара» Юрия Тынянова.
- Евгений Евтушенко, «Баллада о большой печати».
- Андрей И, «Искатели Якутии», выпуск 12: «Скопцы. Исковерканные судьбы».
- Телепередача «Следствие вели с Леонидом Каневским»; Выпуск 137. Скопцы.
- Скопцам посвящён роман А. Н. Варламова «Затонувший ковчег».
- В романе «Т» Виктора Пелевина кобыла главного героя (прототип — Лев Толстой) предлагает ему оскопиться; в рассуждениях кобылы обыгрывается традиционная для скопцов аргументация.
- Алексей и Ольга Ракитины — роман «Скопец».
- Рассказ Макара Донского «У церкви стояла карета» о секте скопцов (Издательство РСП, 2021).
- Повесть «Тёплый мир твоего сердца» Лики Любимич 2024 год. Журнал «Свободная литература» США, журнал «Чайка» США.